# Nephila tetragnathoides
Nephila tetragnathoides is een spinnensoort uit de familie van de wielwebspinnen (Araneidae).
De wetenschappelijke naam van de soort werd in 1842 als Epeira tetragnatoides gepubliceerd door Charles Athanase Walckenaer.